# Подобедова, Ольга Ильинична
Ольга Ильинична Подобедова (8 (21) января 1912, г. Холм Холмской губернии Царства Польского — 27 сентября 1999, Москва) — советский и российский искусствовед, специалист по древнерусской рукописной книге, иконописи. Исследователь Лицевого летописного свода XVI века. Доктор исторических наук (1961).

## Биография
Родилась в семье податного инспектора Ильи Андреевича Подобедова (1861—1935) и Софьи Людвиговны Подобедовой (ур. Делла-Вос, 1876—1971).
В 1927 году окончила среднюю школу и поступила на Высшие государственные литературные курсы, ученица А. С. Орлова, Ю. Н. Верховского, Б. И. Пуришева. В связи с расформированием курсов поступила на вечернее отделение факультета литературы и искусства 1-го МГУ, которое окончила экстерном в 1931 году.
В 1932 году окончила курсы художественных редакторов при Полиграфическом институте. В 1932—1941 и 1943—1944 гг. работала редактором в московских издательствах.
С 1944 года в Институте истории искусств АН СССР, в штате с марта 1946 года, до этого работала по договорам.
В 1952 году защитила кандидатскую диссертацию на тему «Великая Отечественная война в советской графике» (научный руководитель И. Э. Грабарь).
В 1961 году в Институте археологии АН СССР защитила докторскую диссертацию на тему: «Миниатюры русских исторических рукописей. Из истории русского лицевого летописания XIII—XVI веков». Официальные оппоненты: А. В. Арциховский, Н. Н. Воронин, А. Н. Насонов.
С 1961 года руководитель группы по изучению древнерусского искусства в Институте истории искусств, в 1963—1987 годах — руководитель сектора истории древне-русского искусства, в 1988—1996  годах — профессор-консультант.
Похоронена в Москве на Пятницком кладбище.

## Семья
- Муж: Малкин Абрам Давидович (16.08.1897 – 17.04.1971) - полиграфист
- Дети: Илья (4.08.1940 – 13.04.1982) - физик-теоретик; Сергей (род. 22.04.1945) - специалист информационных технологий; Екатерина (7.09.1947 – 5.10.2009) - реставратор

## Список научных трудов
1951
- Рецензия: Русская графика. Серия / Изд. Государственного изобразительных искусств имени А. С. Пушкина. М., 1949—1950 // Советская книга. 1951. № 8. С. 100—105.

1952
- Великая Отечественная война в советской графике (по материалам станковой графики художников Москвы и Ленинграда). Автореферат диссертации на соискание ученой степени кандидата искусствоведческих наук. М., 1952.

1953
- Дмитрий Николаевич Кардовский. 1866—1943. М., 1953.

1954
- Графическая сюита Д. А. Шмаринова «Не забудем, не простим» // Ежегодник Института истории искусств. 1954. М., 1954. С. 72-93.
- «Повесть о Петре и Февронии» как литературный источник житийных икон XVII века // ТОДРЛ. Т. Х. М.; Л., 1954. С. 290—304.

1957
- Дмитрий Николаевич Кардовский. [Расширенный вариант книги 1953 г.]. М., 1957.
- Лицевая рукопись XVII столетия «Повести о Петре и Февронии» // ТОДРЛ. Т. XIII. М.; Л., 1957. С. 393—406.

1959
- Пётр Соколов / [Альбом]. Составитель и автор вступ. статьи О. И. Подобедова. М., 1959.

1960
- К вопросу об изображении природы в миниатюрах Лицевого летописного свода // Из истории русского и западноевропейского искусства. Материалы и исследования. [Сборник посвящён 40-летию научной деятельности В. Н. Лазарева]. М., 1960. С. 130—141.
- Лицевая рукопись XVII в. «Сказания о граде Муроме и о епископе его, како преиде на Резань» // ТОДРЛ. Т. XVI. М.; Л.. 1960. С. 374—387.

1961
- Евгений Евгеньевич Лансере. 1875—1946. М., 1961.
- К вопросу о составе и происхождении Лицевого летописного свода второй половины XVI века // Проблемы источниковедения. Т. IX. М., 1961. С. 280—332.
- Миниатюры русских исторических рукописей. Из истории русского лицевого летописания XIII—XVI веков. Автореферат диссертации. представленной на соискание ученой степени доктора исторических наук. М., 1961.
- Изобразительные средства миниатюристов Лицевого летописного свода // Ежегодник Института истории искусств. 1960. Архитектура и живопись. М.. 1961. С. 212—245.

1963
- К вопросу об изучении миниатюр исторических рукописей как источника для истории лицевого летописания // Славянский архив. Сборник статей и материалов. М., 1963. С. 12-28.
- К истории создания тверского списка Хроники Георгия Амартола / V Международный съезд славистов. София, сентябрь 1963. Доклады советской делегации. Институт истории искусств Министерства культуры СССР. Советский комитет славистов. М., 1963.
- От редакции // Древнерусское искусство XV — начала XVI веков. М., 1963. С. 5 [без подписи].

Составление и редактирование
- Древнерусское искусство XV — начала XVI веков. М., 1963.

1964
- Евгений Евгеньевич Лансере / [Альбом]. Составитель и автор вступ. статьи О. И. Подобедова. М., 1964.
- Игорь Эммануилович Грабарь. М., 1964.
- От редакции // Древнерусское искусство. XVII век. М., 1964. С. 5-8 [без подписи].

Составление и редактирование
- Древнерусское искусство. XVII век. М., 1964.

1965
- Гравюра и иллюстрация 1870—1880-х годов // История русского искусства. Т. IX. Кн. 2. М., 1965. С. 185—210.
- К вопросу об иконографическом каноне исторической миниатюры (краткое содержание сообщения) // Тезисы докладов Седьмой Всесоюзной конференции византинистов в Тбилиси. 13-18 декабря 1965 г. Тбилиси, 1965. С. 73-76.
- Миниатюры русских исторических рукописей: К истории русского лицевого летописания / АН СССР, Институт истории искусств Министерства культуры СССР. — М.: Наука, 1965. — 336 с. — 1400 экз.

1966
- Вместо предисловия // Игорь Грабарь. О древнерусском искусстве. М., 1966. С. 5-26.
- [Вводная статья к разделу «Письма И. Э. Грабаря из экспедиций (1919—1930 годы)»] // Там же. С. 233—236 [без подписи].
- Игорь Грабарь. [1871-1960]. К истории советского искусствознания // Искусство. 1966. № 6. С. 43-50.
- О природе книжной иллюстрации. М., 1966.

Составление и редактирование
- Игорь Грабарь. О древнерусском искусстве. М., 1966.

1967
- Праздник природы русской. (О пейзажной живописи И. Э. Грабаря). Художник. 1967. № 2. С. 24, 56.
- У прямого провода. О картине И. Э. Грабаря «В. И. Ленин у прямого провода», 1933 г.). // Художник. 1967. № 7. С. 32-35.

Редактирование (совместно с В. Н. Лазаревым)
- Смирнова Э. С. Живопись Обонежья XIV—XVI веков. М., 1967.

1968
- От редакции // Древнерусское искусство. Художественная культура Новгорода. М., 1968. С. 5-6 [без подписи].
- От редакции // Древнерусское искусство. Художественная культура Пскова. М., 1968. С. 5-6 [без подписи].

Составление и редактирование
- Древнерусское искусство. Художественная культура Новгорода. М., 1968.
- Древнерусское искусство. Художественная культура Пскова. М., 1968.

1969
- И. Э. Грабарь // История русского искусства. Т. Х. Кн. 2. М., 1969. С. 7-26.
- К вопросу о поэтике древнерусского изобразительного искусства (распространенные сравнения в памятнике мелкой пластики XIII в.) // Старинар. Орган Археолошког института. Нова сериjа. Книга ХХ. Београд, 1969. С. 309—314.

1970
- От редакции // Древнерусское искусство. Художественная культура Москвы и прилежащих к ней княжеств. XIV—XVI вв. М., 1970. С. 5 [без подписи].
- History of the Art in Medieval Russia. Review of Publications of 1965—1969 / XIII International Congress of Historical Sciences. Moscow, August 16-23, 1970. Reports, 90. Studies by Soviet historians for the period 1965—1969. Moscow, 1970.

Составление и редактирование
- Древнерусское искусство. Художественная культура Москвы и прилежащих к ней княжеств. XIV—XVI вв. М., 1970.

1972
- Воинская тема в интерпретации мастеров середины XVI века // Московский Кремль — древнейшая сокровищница памятников истории и искусства. Тезисы научной конференции, посвящённой 425-летию Оружейной палаты (22-24 ноября 1972 года). М., 1972. С. 29-31.
- Московская школа живописи при Иване IV. Работы в Московском Кремле 40-х — 70-х годов XVI в. М., 1972.
- К читателю // [Предисловие к книге] Демина Н. А. Андрей Рублев и художники его круга. М., 1972. С. 5-6.
- Некоторые проблемы изучения рукописной книги // Древнерусское искусство. Рукописная книга. М., 1972. С. 9-23.
- От редакции // Там же. С. 5 [без подписи].
- От редакции // Древнерусское искусство. Художественная культура домонгольской Руси. М., 1972. С. 5-6 [без подписи].

Составление и редактирование
- Древнерусское искусство. Рукописная книга. М., 1972 (совместно с Г. В. Поповым)
- Художественная культура домонгольской Руси. М., 1972.

1973
- О природе книжной иллюстрации. [Расширенный вариант книги 1966 г.]. М., 1973.

Редактирование
- Попов Г. В. Художественная жизнь Дмитрова в XV—XVI вв. Москва и искусство московских уделов. М., 1973.

1974
- Отражение византийских иллюстрированных хроник в тверском (Троицком) списке Хроники Георгия Амартола // Actes du XIV-e Congres International des etudes byzantines. Bucarest, 6-12 september 1971. Vol. 1. Bucarest, 1974. P. 379—390. [Предварительную публикацию доклада см.: XIV-e Congres International des etudes byzantines. Bucarest, 6-12 september 1971. Bucarest, 1971. Т. 3. Р. 65-82].
- От редколлегии // Древнерусское искусство. Рукописная книга. Сборник второй. М., 1974 [без подписи].
- Предисловие / Раздел "Орнаментика русских рукописей XI—XVII веков (по материалам собрания Отдела рукописей Гос. Исторического музея) // Там же. С. 198—204.

Составление и редактирование
- Древнерусское искусство. Рукописная книга. Сборник второй. М., 1974.

1975
- От редколлегии // Древнерусское искусство. Зарубежные связи. М., 1975. С. 5-8.

1976
- От редактора [Предисловие к книге, открывающей серию "Центры художественной культуры средневековой Руси] // Смирнова Э. С. Живопись Великого Новгорода. Середина III — начало XV века. М., 1976. С. 5-7.

Редактирование
- Смирнова Э. С. Живопись Великого Новгорода. Середина XIII — начало XV века. М., 1976.

1977
- Виктор Никитич Лазарев // Древнерусское искусство. Проблемы и атрибуции. М., 1977. С. 5-11.
- Изборник Святослава 1073 г. как тип книги // Изборник Святослава 1073 г. Сборник статей. М., 1977. С. 3-4.
- Программа декора Гелатского Евангелия как отражение идейных движений второй половины XII века / Академия наук Грузинской ССР. Институт истории грузинского искусства имени Г. Н. Чубинашвили. II Международный симпозиум по грузинскому искусству. Доклады, 40. Тбилиси, 1977.
- Русские иллюстрированные рукописи начальной поры. К вопросу о великокняжеской рукописной мастерской XI в. и бытовавших в ней образцах книжных иллюстраций // Конференция по истории средневековой письменности и книги. К 60-летию Великой Октябрьской социалистической революции. Тезисы докладов. 25-27 октября 1977 г. Ереван, 1977. С. 74.

Составление и редактирование
- Древнерусское искусство. Проблемы и атрибуции. М., 1977.

1978
- К вопросу об источниках иконографии средневековой книжной иллюстрации. (По материалам некоторых армянских рукописей) / II Международный симпозиум по армянскому искусству. Ереван, 1978.
- Неотъемлемая часть мирового культурного наследия // История СССР. 1978. № 3. С. 212—216.
- От редколлегии // Средневековое искусство. Русь. Грузия. М., 1978. С. 5.
- Русские иллюстрированные рукописи начальной поры в их зарубежных связях // Славянские культуры и Балканы. Т. 1. IX—XVII вв. София, 1978. С. 206—219.
- La question des sources de l’iconographie medievale / II International Symposium on Armenian Art. Academy of Sciences of Armenian SSR. Institute of Arts. Reports. Yerevan, 1978.

Редактирование
- Рындина А. В. Древнерусская мелкая пластика. Новгород и Центральная Русь XIV—XV веков. М., 1978.
- Средневековое искусство. Русь. Грузия. М., 1978 [в составе редколлегии].

1979
- Система настенных росписей Успенского собора в свете некоторых идей русской государственности конца XV века // Уникальному памятнику русской культуры Успенскому собору Московского Кремля — 500 лет. Тезисы научной конференции (4-6 сентября 1979 года). М., 1979. С. 53-57.

Редактирование
- Попов Г. В., Рындина А. В. Живопись и прикладное искусство Твери. XIV—XVI века. М., 1979.

1980
- Пути развития книжной иллюстрации // Изобразительное искусство. Архитектура. Декоративно-прикладное искусство, (1908—1917). М., 1980.
- Воинская тема и её значение в системе росписей церкви Спаса на Ковалеве в Новгороде // Древнерусское искусство. Монументальная живопись XI—XVII вв. М., 1980. С. 196—209.
- Изучение русской средневековой монументальной живописи. Вчера — сегодня — завтра // Там же. С. 7-33.
- От редакции // Там же. С. 5 [без подписи].

Составление и редактирование
- Древнерусское искусство. Монументальная живопись XI—XVII вв. М., 1980.

1981
- Икона «Введение во храм» XV века из собрания Московской духовной академии /Балканская живопись XIV—XV веков и её традиции на Руси. (Тезисы докладов научной конференции (1972) // Древнерусское искусство V—XVII веков. Сборник статей / Отв. ред. В. Н. Сергеев. М., 1981. С. 137—138.
- О некоторых возможных аспектах описания иллюминированных рукописей (в порядке обсуждения) // Проблемы научного описания рукописей и факсимильного издания памятников письменности. Л., 1981. С. 91-110.
- Повесть «О взятии Царьграда от крестоносцев» в 1204 году в интерпретации русского миниатюриста второй половины XVI в. // Actes du XV-e Congres International d’etudes byzantines. Athenes, 1976. Vol. 2. Art et Archeologie. Communications. Athenes, 1981. P. 639—648.

1982
- К. А. Кастальский-Бороздин : [Комплект открыток] / Авт. текста О. И. Подобедова; Ред. С. Б. Петрова; Худож. ред. К. О. Остольский. — Москва : Советский художник, 1982.

Редактирование
- Э. С. Смирнова, В. К. Лаурина, Э. А. Гордиенко. Живопись Великого Новгорода. XV век. М., 1982.

1983
- Ещё один аспект изучения миниатюр Изборника Святослава // Древнерусское искусство. Рукописная книга. Сборник третий. М., 1983. С. 75-89.
- От редактора // Там же. С. 5-8 [без подписи].

Составление и редактирование
- Древнерусское искусство. Рукописная книга. Сборник третий. М., 1983.

1984
- От редактора // Древнерусское искусство XIV—XV вв. М., 1984. С. 5-6 [без подписи].

Составление и редактирование
- Древнерусское искусство XIV—XV вв. М., 1984.

1987
- «Выходные» миниатюры ранних армянских рукописей и их значение для истории книжного убранства // VI Республиканская научная конференция по проблемам культуры и искусства Армении. Тезисы. Ереван, 2-4 июня 1987 года. Ереван, 1987. С. 189—190.
- К истолкованию содержания фронтисписов Сийского Евангелия // Материалы и сообщения по фондам Отдела рукописей и редкой книги Библиотека Академии наук СССР. Л., 1987. С. 22-30.

1988
- О функциональном назначении элементов книжного убранства русских средневековых рукописей // Древнерусское искусство. Художественная культура X — первой половины XIII в. М., 1988. С. 195—198.
- У истоков художественной культуры. (К 1000-летию крещения Руси) // 1000-летие русской художественной культуры. [Каталог выставки]. М.; Schloss Gottorf, 1988. С. 17-22.

Составление и редактирование (совместно с А. И. Комечем)
- Древнерусское искусство. Художественная культура Х — первой половины XIII в. М., 1988.

1989
- Художественный ансамбль Благовещенского собора как отражение подъёма русской духовной культуры на рубеже XV века // Уникальному памятнику русской культуры Благовещенскому собору московского Кремля 500 лет. Тезисы докладов научной конференции (13-15 ноября 1989 года). М., 1989. С. 5-9.

1991
- К вопросу о факсимильном издании Хроники Георгия Амартола // Годишник на Софийският университет «Св. Климент Охридский». Научен център за славяно-византийски проучвания «Иван Дуйчев». Том 83 (3). София, 1991. С. 2530—255.
- Об особенностях древнерусской художественной культуры // Годишник на Софийският университет «Св. Климент Охридский». Научен център за славяно-византийски проучвания «Иван Дуйчев». Том 82 (2). 1988. София, 1991. С. 159—173.
- К уяснению роли иконы и фрески в духовной жизни Руси // Святыни и культура. М., 1992. С. 125—133.

1993
- Выявление, изучение и сохранение памятников русского средневекового искусства. К проблеме традиций // Древнерусское искусство. Проблемы атрибуции. М., 1993. С. 4-35.
- От редакции // Там же. С. 3 [без подписи].

Составление и редактирование
- Древнерусское искусство. Проблемы атрибуции. М., 1993.

1994
- Проблема Востока и Запада для русской культуры XIII // Искусство Руси, Византии и Балкан XIII века. Тезисы докладов конференции Москва, сентябрь 1994. С-Пб., 1994, С. 20-21

1995
- «Избавить Вас от тяжкого греха…» // Слово. 1995. № 1-2. С. 60-64.
- Маргинальные иллюстрации Киевской псалтири XIV в. и её протограф рубежа XI—XII вв. // Искусство Руси и стран византийского мира XII века. Тезисы докладов конференции Москва, сентябрь 1995. С-Пб., 1995, С. 49.

1998
- Роль преподобного Сергия Радонежского в духовной жизни Русской земли (середина XIV—XV столетие) // Древнерусское искусство. Сергий Радонежский и художественная культура Москвы XIV—XV вв. М., 1998. С. 23-26.

2001
- Воспоминания об о. Александре Звереве (расстрелян в Бутове 16 ноября 1937 г.). М., 2001.

2018
- Об особенностях древнерусской художественной культуры // Палеоросия. Древняя Русь: во времени, в личностях, в идеях. Научный журнал. — 2018. № 1 (9) — Санкт-Петербург. Издательство СПбПДА. 2018 год — сс. 192—203